# Major League Soccer de 2013
A Major League Soccer de 2013 foi a 101ª temporada de futebol sancionada pela FIFA nos Estados Unidos e no Canadá, a 35ª como primeira divisão nacional na América do Norte e a 18ª temporada da MLS.
A temporada regular teve início em 2 de março, quando o Sporting Kansas City derrotou o Philadelphia Union por 3–1 no estádio PPL Park.
A partida das estrelas da MLS de 2013 ocorreu no dia 31 de julho no Sporting Park em Kansas City, Kansas.
A temporada regular foi encerrada no dia 27 de outubro. O New York Red Bulls venceu a temporada regular e o Sporting Kansas City conquistou a Copa da MLS.

## Clubes

### Estádios
| Chicago Fire     | Chivas USA/ LA Galaxy | Colorado Rapids            | Columbus Crew    | D.C. United          | FC Dallas        |
| ---------------- | --------------------- | -------------------------- | ---------------- | -------------------- | ---------------- |
| Toyota Park      | StubHub Center        | Dick's Sporting Goods Park | Crew Stadium     | RFK Memorial Stadium | Toyota Stadium   |
| Capacity: 20,000 | Capacity: 27,000      | Capacity: 18,086           | Capacity: 20,145 | Capacity: 19,467     | Capacity: 21,193 |
|                  |                       |                            |                  |                      |                  |

| Houston Dynamo       | Montreal Impact  | New England Revolution | New York Red Bulls | Philadelphia Union | Portland Timbers |
| -------------------- | ---------------- | ---------------------- | ------------------ | ------------------ | ---------------- |
| BBVA Compass Stadium | Saputo Stadium   | Gillette Stadium       | Red Bull Arena     | PPL Park           | Providence Park  |
| Capacity: 22,000     | Capacity: 20,801 | Capacity: 22,385       | Capacity: 25,189   | Capacity: 18,500   | Capacity: 20,438 |
|                      |                  |                        |                    |                    |                  |

| Real Salt Lake    | San Jose Earthquakes | Seattle Sounders FC | Sporting Kansas City | Toronto FC       | Vancouver Whitecaps |
| ----------------- | -------------------- | ------------------- | -------------------- | ---------------- | ------------------- |
| Rio Tinto Stadium | Buck Shaw Stadium    | CenturyLink Field   | Sporting Park        | BMO Field        | BC Place            |
| Capacity: 20,213  | Capacity: 11,500     | Capacity: 67,000    | Capacity: 18,467     | Capacity: 30,000 | Capacity: 21,000    |
|                   |                      |                     |                      | \|               |                     |